# Part song
Part song (també partsong) és un terme anglès sense equivalència exacte en català (una traducció seria "cançó amb parts"). Fa referència a una forma de música coral secular a dues o més veus a cappella. En general es tracta de música homofònica amb la primera veu portant la melodia i les altres fent un acompanyant harmònic. Els arranjaments són habitualment per a cor SATB o per a grups corals femenins o masculins.
Particularment es refereix a una forma de cançó anglesa del segle XVI composta per a veus solistes, amb melodies i textos originats en temes tradicionals folklòrics, com obres de John Dowland o William Byrd. Però el terme ha estat utilitzat amb un sentit més ampli i accepcions diverses.

## Segles XIX i XX
Al segle xix la forma es va utilitzar a Suïssa i Alemanya, on compositors com Franz Schubert, Robert Schumann, Felix Mendelssohn, Johannes Brahms i Carl Maria von Weber van crear obres corals. La tradició va continuar al segle xx amb obres de Paul Hindemith i Arnold Schönberg, tot i que dirigides en aquest cas a una audiència mes elitista.
Classificar una obra com a part song té sentit especialment quan prové de la cultura musical anglesa; en altres contextos, potser més freqüent referir-se a lied, forma musical emparentada pròpia de la cultura germànica. Aquesta diversitat conceptual reflecteix l'amplitud i la imprecisió en l'ús del terme.
La part song va gaudir de popularitat en el Regne Unit als segles xix i xx amb el creixement de les societats corals. Exemples típics d'aquest tipus de repertori són algunes composicions de Ralph Vaughan Williams, Gustav Holst, Edward Elgar, Benjamin Britten, Arnold Bax i Peter Warlock.

## Exemples
- Lay a garland - Robert Lucas de Pearsall
- Three Shakespeare Songs - lletra de William Shakespeare, música de Vaughan Williams
- Greensleeves - tradicional anglesa, arraj. Vaughan Williams

### Partitures a Choral wiki
- Abendlied (Felix Mendelssohn)
- Gaudeamus igitur (anònim)
- Abenständchen Op 42 Núm.1 (Johannes Brahms)
- Abschied von Walde (Felix Mendelsohn)